# Глобус Украины
«Гло́бус Укра́ины» — концепт общественно-политического дискурса, мем, устойчивый фразеологизм и объект шуток, анекдотов и других проявлений фольклора, появившийся не позднее 1990 года, на постсоветском пространстве.
С 2000-х годов используется некоторыми российскими исследователями общественно-политических процессов при оценках «синтетической» картины мира современного населения Украины, навязанной, по их мнению, общественно-политическим дискурсом внутри страны, при котором весь мир «сходится клином на Украине», а также для иронического определения состояния исторической науки Украины:83.

## История происхождения. Анекдоты и юмор
Источником происхождения понятия «Глобус Украины» считается школьный анекдот, ходивший в советский период, одним из вариантов которого был следующий сюжет: «Приходит девочка в магазин канцтоваров и просит: „Тётенька, дайте мне тетрадь в горошек (вариант, в кружочек), глобус Украины (вариант, **ской области) и чернила для третьего класса“».
Российский лингвист Елена Александрова отмечает, что комический эффект данного анекдота определяется некогерентностью, при которой ядром языковой игры является неправильное или необычное употребление сочетаний слов с несовместимыми буквальными лексическими значениями — «глобус» и «Украина».
В одном из авторских юмористических монологов писателя и сатирика Михаила Задорнова, написанном в 1987 году, содержалась фраза: «Украину по её просьбе выделить в самостоятельное государство. Чтобы доставить им окончательное удовольствие, выпустить отдельный от всех стран глобус Украины».

## Выпуск «глобуса Украины» на Винницкой картографической фабрике
В 1997 году на Винницкой государственной картографической фабрикой начала выпускаться сувенирная продукция с изображением Украины на глобусе земного шара. Бо́льшую часть этого глобуса занимала карта Украины, также на ней располагались государственный флаг и герб Украины. На глобусе отсутствовали какие-либо другие государства и страны, а также меридианы и параллели. Снова «Глобус Украины» как сувенир был выпущен в 2000 году Винницкой государственной картографической фабрикой с названием «Украина на шаре» (укр. Україна на кулі). К карте Украины, государственному флагу и гербу Украины была добавлена справочная информация:33. Основную поверхность глобуса занимала детальная карта Украины с изображением лесов, рек, а также обозначением крупных городов Украины.

## Оценки концепта

### В России
Изначально тематика рассматривалась как шуточная, однако с начала 2000-х годов в средствах массовой информации и политических обозрениях журналистами, писателями и политологами начала отмечаться возросшая серьёзность восприятия картины мира на Украине через призму «глобуса Украины» . В 1990-х годах появились критические замечания, что возникновение и принятие украинским обществом «глобуса Украины» может отражать в себе современное состояние географической и исторической науки на Украине.
Российский политолог Сергей Михеев в 2006 году охарактеризовал явление «глобуса Украины» как «недееспособность украинской элиты, искусственность и слабость всей концепции украинской государственности».
По мнению главного научного сотрудника ВНИИ МВД России, доктора философских наук Игоря Сундиева и исследователя Александра Смирнова, после революции 2014 года большинство жителей Украины вольно или невольно приняли новую искусственную картину мира, определяемую ими как «глобус Украины», определяющую их отношение к происходящему внутри страны, мира и к соседям. Картина, по оценке авторов, характеризуется изменением исторической памяти у двух поколений, сменой географического вектора ценностных ориентаций с Востока на Запад, превращением «героев» прошлого в «злодеев» и наоборот, «злодеев» прошлого в «героев»; «постепенной архаизацией системы бытования и бытового сознания при внутреннем ощущении стремительного прогрессивного развития». При этом, исследователи пишут, что «даже лёгкая ирония или сомнения в истинности этих тезисов незамедлительно вызывают нарастающую агрессию».
Журналист и лингвист Дмитрий Родионов отмечал в 2017 году, что глобус Украины анекдотичен только в российской среде, а в условиях геополитических процессов с участием США на Украине он вполне может стать средой для подтасовки фактов («натягивания совы на глобус»).

### На Украине
В 2002 году политический аналитик Александр Баронин заявил, что ряд проявлений украинского менталитета является подсознательной конфронтацией и стремлением к компенсации чувств, порождающих ощущение украинской мифической «имперской ментальности», наиболее ярким примером чего является «Глобус Украины». Аналитик обозначил его как гиперболизацию, вызванную многовековым стремлением к обладанию своей территорией и реализации постулата «от Сяна до Дона».
Украинский исследователь, доктор педагогических наук Александр Вознюк писал в 2017 году, что «глобус Украины» — это «закономерный результат впитывания в себя информационного вируса „в Украине“, когда кругозор сужается до того, что весь мир сходится клином на Украине».

## В массовой культуре
- В городе Яворове Львовской области в начале 2000-х годов был поставлен памятник государственности Украины в виде глобуса[12].

## «Глобусы» других государств и субъектов

### «Глобус России»
- С 2016 года «глобус России» установлен в Калуге[13].
- В 2022 году на Камчатке был установлен «глобус России»[14].

### Другое
В 2000-х годах в Харькове была установлена скульптура  «Глобус Харькова». В России в виде сувениров продаются глобусы Москвы, Санкт-Петербурга, Чечни, Ростовской области, Сочи и др.